# Lynx lynx balcanicus
La lince dei Balcani (Lynx lynx balcanicus) è una sottospecie della lince eurasiatica, endemica dei Balcani.

## Distribuzione
La lince balcanica è diffusa in piccole zone dell'Albania, di Kosovo, della Serbia orientale e della Macedonia Nord occidentale, con popolazioni più piccole presenti in Montenegro.

### Habitat ed ecologia
Vivono in foreste decidue, in foreste sempreverdi e in foreste miste. Non migrano ma cacciano occasionalmente in terreni arbustivi, aree coltivate e pascoli di alta montagna durante l'estate. Cacciano principalmente caprioli, camosci e lepri. La lince balcanica inizia l'accoppiamento tra gennaio e febbraio e partorisce ad aprile.

## Conservazione
Si ritiene che la diminuzione del numero delle linci balcaniche sia dovuta al bracconaggio illegale.  

### Popolazione
Nel 1935-1940, si stimava che solo 15-20 linci fossero ancora presenti nella zona. Nonostante la popolazione sembrò riprendersi dopo la seconda guerra mondiale, la popolazione è diminuita nuovamente, passando dalle 280 unità nel 1974 a solo 90 nel 2000.
La lince è classificata come in pericolo critico dall'IUCN.
In Albania ed è protetta de jure dal 1969 ma, nonostante ciò, il bracconaggio illegale e la distruzione dell'habitat minacciano le restanti popolazioni di lince balcaniche sia in Albania che in Macedonia del Nord. Ci sono circa 15-20 individui ancora presenti in Albania, mentre il numero di linci totali si aggira attorno ai 50-100.